# Rory Gallagher (음반)
| 전문가 평가 | 전문가 평가 |
| 평가 점수   | 평가 점수   |
| 출처        | 점수        |
| ----------- | ----------- |
| AllMusic    | [ 1 ]       |

《Rory Gallagher》는 1971년 5월 23일에 발매된 아일랜드의 블루스 록 음악가 로리 갤러거의 데뷔 솔로 음반이다. 이는 그가 처음 결성했던 밴드인 테이스트에서 탈퇴한 것이다. 테이스트가 해체된 후 갤러거는 당시 최고의 음악가들 중 몇 명을 오디션했다. 지미 헨드릭스 익스피리언스의 베이시스트인 노엘 레딩과 드러머인 미치 미첼이 새로운 콤보로 고려되었다. 그는 두 명의 벨파스트의 음악가, 드러머 윌가 캠벨과 베이시스트 게리 맥어보이를 새로운 파워 트리오 밴드의 핵심으로 결정했다.

## 배경
지미 헨드릭스의 밴드 노엘 레딩, 미치 미첼, 벨파스트의 음악가 게리 맥어보이, 윌가 캠벨과 풀럼 로드의 연습실에서 연습한 후, 맥어보이, 캠벨과 함께 새롭게 결성된 밴드는 애드비전 스튜디오에서 녹음을 시작했다. 갤러거는 첫 솔로 음반으로 그의 첫 밴드인 테이스트의 전형적인 모습을 보여주었던 다양한 스타일을 이어갔다. 이 음반은 그의 라이브 세트에서 정규 음반이 되기로 되어 있던 〈Laundromat〉으로 시작한다. 갤러거 리프의 클래식한 블루스 록 곡인 이 곡은 당시 얼스 코트에 살던 그의 아파트 지하에 위치한 공공 빨래방에서 영감을 받았다. 다음 곡 〈Just the Smile〉은 브리티시 포크 페스티벌에서 영감을 받은 어쿠스틱 넘버이다. 리처드 톰슨, 데이비 그레이엄, 스코틀랜드의 기타리스트 버트 잰시 등 갤러거가 좋아하는 영국 포크 음악가들의 영향을 보여준다(갤러거는 나중에 잰시와 함께 녹음했다). 〈I Fall Apart〉는 재즈적인 느낌을 주며 느리고 내성적으로 시작해 파워풀한 클라이맥스로 구축되는 기타 솔로가 특징이다. 다음 두 곡인 〈Hands Up〉과 〈Sinner Boy〉는 다시 블루스 록이었고 그의 라이브 공연에서 표준 곡이 되었다. 〈Wave Myself Goodbye〉는 또 다른 어쿠스틱 넘버로, 밴드 아토믹 루스터의 빈센트 크레인이 뉴올리언스 스타일 피아노를 특징으로 한 토킹 블루스 곡이다(로리의 동생 도날은 그들의 투어 매니저 역할을 했었다). 갤러거는 다음 곡인 〈Can't Believe It's True〉에서 색소폰을 연주한다. 머디 워터스의 〈Gypsy Woman〉과 시카고 블루스의 전설 오티스 러시의 〈It Takes Time〉이라는 두 개의 블루스 클래식도 녹음되었다. 머디 워터스는 갤러거의 10대 영웅이었고, 그들은 결국 머디 워터스의 음반 《The London Muddy Waters Sessions》에서 공동 작업을 했다. 비록 이 곡들은 오리지널 음반에서 제외되었지만 CD 발매에 포함되었다. 2021년 9월 3일에 50주년 기념판이 여러 가지 형식으로 출시될 예정이다.

## 녹음
이 음반은 런던의 애드비전 스튜디오에서 녹음되었다. 갤러거의 대부분의 음반과 마찬가지로 그가 직접 프로듀싱했다. 엔지니어는 에디 오포드, 그의 이전 밴드 테이스트와 함께 음반 《On the Boards》에서 갤러거를 위해 엔지니어링을 했었다.

## 곡 목록
모든 곡들은 특별한 언급이 없는 한 로리 갤러거에 의해 작사/작곡하였다.
| #  | 제목                    | 재생 시간 |
| -- | ----------------------- | --------- |
| 1. | 〈Laundromat〉          | 4:38      |
| 2. | 〈Just the Smile〉      | 3:41      |
| 3. | 〈I Fall Apart〉        | 5:12      |
| 4. | 〈Wave Myself Goodbye〉 | 3:30      |
| 5. | 〈Hands Up〉            | 5:25      |

| #  | 제목                        | 재생 시간 |
| -- | --------------------------- | --------- |
| 1. | 〈Sinner Boy〉              | 5:04      |
| 2. | 〈For the Last Time〉       | 6:35      |
| 3. | 〈It's You〉                | 2:38      |
| 4. | 〈I'm Not Surprised〉       | 3:37      |
| 5. | 〈Can't Believe It's True〉 | 7:16      |

| #  | 제목              | 작사·작곡   | 재생 시간 |
| -- | ----------------- | ----------- | --------- |
| 1. | 〈Gypsy Woman〉   | 머디 워터스 | 4:02      |
| 2. | 〈It Takes Time〉 | 오티스 러시 | 3:34      |